# Prosochaeta prima
Prosochaeta prima är en tvåvingeart som beskrevs av Malloch 1935. Prosochaeta prima ingår i släktet Prosochaeta och familjen kärrflugor. Inga underarter finns listade i Catalogue of Life.